# Re del Wessex
Questo è un elenco dei Re del Wessex fino al 924. Per i re successivi, si vada alla pagina Elenco di monarchi britannici.
Mentre i dettagli degli ultimi re sono confermati da un buon numero di fonti, i primi restano in alcuni casi oscuri, essendo precedenti all’introduzione del cristianesimo e quindi al regolare uso della scrittura.
La tabella contiene nella terza colonna il titolo in antico inglese e, sotto, il titolo in latino. I foni þ e ð corrispondevano a due fonemi distinti (th dura e dolce). Il carattere 7 rappresentava il & usato nella scrittura contemporanea anglosassone.

## Re dei Gewisse
| Durata Regno       | Reggente |                                                                       | Note |
| ------------------ | -------- | --------------------------------------------------------------------- | --- |
| dal 519 al 534     | Cerdic   | CERDIC ELESING GEVVISSÆ CYNING CERDIC REX GEVVISSÆ                    | |
| dal 534 al 560     | Cynric   | CYNRIC CERDICING GEVVISSÆ CYNING CYNRIC REX GEVVISSÆ                  | |
| forse nel 534      | Creoda   |                                                                       | sovrano di dubbia esistenza |
| dal 560 al 591     | Ceawlin  | CEAVVLIN CYNRICING GEVVISSÆ CYNING CEAVVLIN REX GEVVISSÆ              | |
| fl. 571            | Cuthwulf | CVÞVVULF VVESTSEAXNA CYNING CVÞVVULF REX SAXONVM OCCIDENTALIVM        | invase l'Inghilterra centrale, sconfiggendo i britanni nel 571 nella battaglia di Bedford (vedi anche castello di Bedford e Bedford), forse guidati da Cadrod re del Calchfynedd. Forse un compagno di Ceawlin. |
|                    |          |                                                                       | |
| dal 591 al 597     | Ceol     | CEOL CVÞING GEVVISSÆ CYNING CEOL REX GEVVISSÆ                         | |
| dal 597 al 611     | Ceolwulf | CEOLVVLF CVÞING GEVVISSÆ CYNING CEOLVVLF REX GEVVISSÆ                 | |
| dal 611 al 643     | Cynegils | CYNEGILS CEOLING GEVVISSÆ CYNING CYNEGILS REX GEVVISSÆ                | Primo re battezzato |
| dal c.626 al 636   | Cwichelm | CVVICHELM CYNEGILSING GEVVISSÆ CYNING CVVICHELM REX GEVVISSÆ          | Coregnante poi battezzato |
| dal 643 al 645     | Cenwalh  | CENVVALH CYNEGILSING GEVVISSÆ CYNING CENVVALH REX GEVVISSÆ            | Deposto |
| Dinastia di Mercia |          |                                                                       | |
| dal 645 al 648     | Penda    | PENDA PYBBING MIERCNA 7 GEVVISSÆ CYNING PENDA REX MIERCNA ET GEVVISSÆ | |

## Re dei Sassoni Occidentali (Wessex)
| Durata Regno       | Reggente           |                                                                                        | Note                                                                                 |
| ------------------ | ------------------ | -------------------------------------------------------------------------------------- | ------------------------------------------------------------------------------------ |
| Dinastia di Cerdic |                    |                                                                                        |                                                                                      |
| dal 648 al 674     | Cenwalh            | CENVVALH CYNEGILSING VVESTSEAXNA CYNING CENVVALH REX SAXONVM OCCIDENTALIVM             | Ripristinato e battezzato; regna con la moglie Seaxburh dal 672 al 674               |
| dal 672 al 674     | Seaxburh           | SEAXBURG VVESTSEAXNA CVEN SEAXBURH REGINA SAXONVM OCCIDENTALIVM                        | Regna con il marito Cenwalh fino alla sua morte 674                                  |
| dal 674 al 674     | Cenfus             | CENFVS CENFERÞING VVESTSEAXNA CYNING CENFVS REX SAXONVM OCCIDENTALIVM                  |                                                                                      |
| dal 674 al 676     | Aescwine           | ÆSCVVINE CENFVSING VVESTSEAXNA CYNING ÆSCVVINE REX SAXONVM OCCIDENTALIVM               |                                                                                      |
| dal 676 al 685     | Centwine           | CENTVVINE CYNEGILSING VVESTSEAXNA CYNING CENTVVINE REX SAXONVM OCCIDENTALIVM           | Deposto da Caedwalla                                                                 |
| dal 685 al 688     | Caedwalla          | CÆDVVALLA CENBRYHTING VVESTSEAXNA CYNING CÆDVVALLA REX SAXONVM OCCIDENTALIVM           | Usurpatore non ancora battezzato; abdica                                             |
| dal 688 al 726     | Ine (Ina)          | INE CENREDING VVESTSEAXNA CYNING INE REX SAXONVM OCCIDENTALIVM                         | Abdica                                                                               |
| dal 726 al 740     | Etelardo           | ÆÞELHEARD VVESTSEAXNA CYNING ÆÞELHEARD REX SAXONVM OCCIDENTALIVM                       |                                                                                      |
| dal 740 to 756     | Cuthred            | CVÞRED VVESTSEAXNA CYNING CVÞRED REX SAXONVM OCCIDENTALIVM                             |                                                                                      |
| dal 756 al 757     | Sigeberto          | SIGEBRYHT VVESTSEAXNA CYNING SIGEBRYHT REX SAXONVM OCCIDENTALIVM                       | Deposto (e ucciso?) da Cinevulfo                                                     |
| dal 757 al 786     | Cinevulfo          | CYNEVVLF VVESTSEAXNA CYNING CYNEVVLF REX SAXONVM OCCIDENTALIVM                         | Assassinato da Cineardo, fratello di Sigeberto                                       |
| dal 786 all'802    | Beorhtric          | BEORHTRIC VVESTSEAXNA CYNING BEORHTRIC REX SAXONVM OCCIDENTALIVM                       |                                                                                      |
| dall'802 all'839   | Egberto            | ECGBRYHT EALHMVNDING VVESTSEAXNA CYNING ECGBRYHT REX SAXONVM OCCIDENTALIVM             |                                                                                      |
| dall'839 all'856   | Etelvulfo          | ÆÞELVVLF ECGBRYHTING VVESTSEAXNA CYNING ÆÞELVVLF REX SAXONVM OCCIDENTALIVM             |                                                                                      |
| dall'856 all'860   | Etelbaldo          | ÆÞELBALD ÆÞELVVLFING VVESTSEAXNA CYNING ÆÞELBALD REX SAXONVM OCCIDENTALIVM             |                                                                                      |
| dall'860 all'865   | Etelberto          | ÆÞELBRYHT ÆÞELVVLFING VVESTSEAXNA CYNING ÆÞELBRYHT REX SAXONVM OCCIDENTALIVM           |                                                                                      |
| dall'865 all'871   | Etelredo           | ÆÞELRED ÆÞELVVLFING VVESTSEAXNA CYNING ÆÞELRED REX SAXONVM OCCIDENTALIVM               |                                                                                      |
| dal878 all'899     | Alfredo il Grande  | ÆLFRED ÆÞELVVLFING ÐE GREAT VVESTSEAXNA CYNING ÆLFRED MAGNVS REX SAXONVM OCCIDENTALIVM | Primo Re degli Anglo-sassoni.                                                        |
| dall'899 al 924    | Edoardo il Vecchio | EADVVEARD ÆLFREDING ÐE ELDRA WESTSEAXNA CYNING EADVVEARD REX SAXONVM OCCIDENTALIVM     | Contestato dal cugino Æthelwald. Anche Re degli Anglo-sassoni.                       |
| dal 924 al 927     | Athelstan          | ÆÞELSTAN EADVVEARDING WESTSEAXNA CYNNING ÆÞELSTAN REX SAXONVM OCCIDENTALIVM            | Contestato dal fratello Æthelweard Ultimo Re del Wessex e primo Re di Gran Bretagna. |